# Dodge Polara (América do Norte)
O Dodge Polara foi um automóvel produzido nos Estados Unidos nas décadas de 1960 e 1970 pela Chrysler. Na época, era concorrente do Ford Galaxie 500 e do Chevrolet Impala.